# Tasneem Essop
Tasneem Essop là một chính trị gia người Nam Phi. Bà từng là Bộ trưởng Bộ Môi trường, Kế hoạch và Phát triển Kinh tế ở Western Cape  và chịu trách nhiệm cho Vụ Các vấn đề Môi trường và Kế hoạch Phát triển (DEADP) và Sở Phát triển Kinh tế, cũng như Đầu tư Western Cape và Cơ quan xúc tiến thương mại, Wesgro và Ủy ban bảo tồn thiên nhiên Western Cape, CapeNature.
Kể từ ngày 25 tháng 9 năm 2008, Essop được Quỹ Quốc tế Bảo vệ Thiên nhiên ở Nam Phi  làm Người ủng hộ Chính sách Khí hậu Quốc tế. Essop tập trung vào Sáng kiến Mạng lưới Thỏa thuận Khí hậu Toàn cầu của WWF. Mục đích của Sáng kiến là bảo đảm một thỏa thuận đa phương ràng buộc, đến cuối năm 2009, đưa thế giới vào con đường giảm phát thải khí nhà kính xuống 80% dưới mức 1990 vào năm 2050
Trước năm 1994, Essop là một nhà hoạt động chống Apartheid liên quan đến các tổ chức thanh niên, công đoàn và giới. Là một nhà giáo dục chuyên nghiệp, cô bắt đầu sự nghiệp của mình vào năm 1985, giảng dạy tiếng Anh, Lịch sử và Hướng dẫn tại Trường trung học Glendale ở đồng bằng của Mitchell, Western Cape.
Mặc dù sự nghiệp giảng dạy của Essop ngắn ngủi, cô rời trường cấp hai vào năm 1988, tình yêu dành cho giáo dục của cô tiếp tục đóng một vai trò chi phối trong sự nghiệp của cô.
Essop làm việc với tư cách là Cán bộ Giáo dục cho Hội đồng Anh trong hai năm trước khi đảm nhiệm chức vụ Giáo dục và Truyền thông tại Liên minh Công nhân Thành phố Nam Phi. Essop tiếp tục trở thành Cán bộ Giáo dục Khu vực của Cosatu, một vị trí mà cô nắm giữ từ năm 1992 đến 1994.